# Secretaría de Justicia (Argentina, 1966)
La Secretaría de Estado de Justicia (o simplemente Secretaría de Justicia) de Argentina fue una secretaría dependiente del Poder Ejecutivo Nacional (a través del Ministerio del Interior) con competencia en justicia.

## Historia
Fue creada por ley n.º 16 956 del 23 de septiembre de 1966 (publicada en el Boletín Oficial el 27 del mismo mes y año) del presidente de facto Juan Carlos Onganía. Funcionaba en el ámbito del Ministerio del Interior.
Por ley n.º 18 416 del 20 de octubre de 1969 (publicada el 23 del mismo mes y año), se modificó el gabinete nacional y el área de justicia volvió a ser ministerio.
El 30 de junio de 1971 el presidente de facto, general Alejandro Agustín Lanusse, dictó la ley n.º 19 103 (publicada el 7 de julio de 1971) de modificación de la ley de ministerios. En el Art. 13.º ordenaba la transferencia de los organismos de la Secretaría de Justicia al Ministerio de Justicia.